# ACV 108
Der Typ ACV 108 ist ein Frachtschiffstyp, der speziell für den Einsatz in arktischen Gewässern gebaut wurde (ACV steht dabei für „Arctic Cargo Vessel“). Von dem Schiffstyp wurden zwei Einheiten gebaut.

## Geschichte
Der Auftrag zum Bau der Schiffe war zunächst von der im grönländischen Nuuk ansässigen Reederei Royal Arctic Line an die P+S-Werften vergeben worden. Mit dem Bau der ersten Einheit wurde 2012 begonnen. Infolge der Insolvenz der P+S-Werften wurde der Bauvertrag aufgelöst und im Oktober 2013 an die polnische Remontowa-Werft vergeben, wo die Schiffe unter der Projektbezeichnung „RMDC 2879 ACV“ gebaut wurden. Die Schiffe wurden vom Auftraggeber Royal Arctic Line nicht abgenommen, nachdem dieser den Vertrag wegen erheblicher Verzögerungen beim Bau Mitte 2016 gekündigt hatte.
Im Dezember 2019 vereinbarte Royal Arctic Line mit der Bauwerft, eines der beiden seit der Fertigstellung in Danzig liegenden Schiffe zu übernehmen. Royal Arctic Line setzt das Schiff unter dänischer Flagge in erster Linie entlang der grönländischen Westküste ein. Das zweite Schiff wurde 2021 an das norwegische Unternehmen Silver Liner verkauft. Es wird von der in Bergen ansässigen Reederei Silver Sea als Silver Arctic unter norwegischer Flagge in europäischen Gewässern betrieben.

## Beschreibung
Die Schiffe werden von einem MAN-Dieselmotor (Typ: 6L27/38) mit 2040 kW Leistung angetrieben. Der Motor wirkt über eine Untersetzungsgetriebe auf einen Verstellpropeller. Für die Stromerzeugung an Bord stehen ein Wellengenerator und zwei von Scania-Dieselmotoren (Typ: DI16M) mit jeweils 450 kW Leistung angetriebene Generatoren zur Verfügung. Weiterhin wurde ein von einem Scania-Dieselmotor (Typ: DI9) mit 200 kW Leistung angetriebener Not- und Hafengenerator verbaut.
Die Schiffe sind mit jeweils einem elektrisch mit 400 kW Leistung angetriebenen Bug- und Heckstrahlruder ausgestattet.

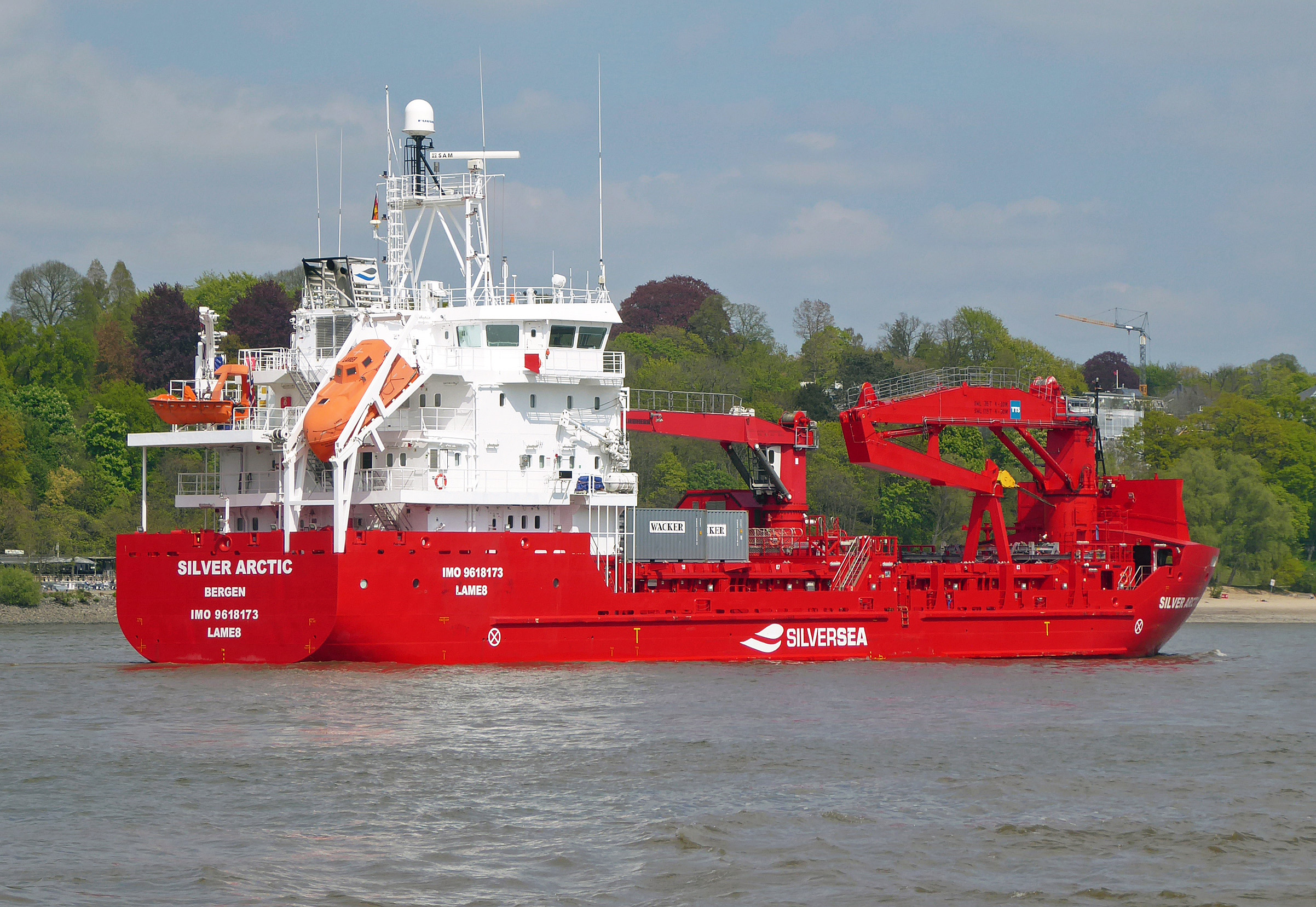
Heckansicht der Silver Arctic

Die Schiffe verfügen über zwei mit Faltlukendeckel verschlossene Laderäume. Sie sind für den Transport von Containern ausgerüstet. In den Laderäumen können drei Container übereinander und bis zu fünf nebeneinander geladen werden. An Deck finden auf den Laderäumen bis zu sechs Container nebeneinander Platz. Auf Laderaum 1 können Container in zwei Lagen, auf Laderaum 2 in drei Lagen übereinander geladen werden. Die Kapazität im Laderaum 1 beträgt 22 TEU. Im Laderaum 2 können 30 TEU befördert werden. An Deck ist auf der Luke 1 Platz für 22 TEU. Auf der Luke 2 finden 32 TEU Platz. Vor Laderaum 1 ist Platz für insgesamt vier weitere 20-Fuß-Container. Für Kühlcontainer stehen 80 Anschlüsse zur Verfügung.
Für den Ladungsumschlag stehen zwei Liebherr-Krane zur Verfügung. Einer der Krane ist im Vorschiffsbereich vor Laderaum 1, der andere zwischen den beiden Laderäumen installiert. Die Krane können 25 bzw. 45 t heben.
Die Back ist gedeckt und bietet der Besatzung bei An- und Ablegemanövern entsprechenden Wetterschutz. Auf der Back befindet sich ein Wellenbrecher zum Schutz von Decksladungen bzw. Deckscontainern vor überkommendem Wasser.
Die Decksaufbauten befinden sich im hinteren Bereich der Schiffe. Sie bieten Platz für 16 Besatzungsmitglieder, die in 13 Kabinen untergebracht werden können. Außerdem ist an Bord Platz für 12 Passagiere, für die ein auch als Messe zu nutzender Aufenthaltsraum, allerdings keine Kabinen zur Verfügung stehen.
Der Rumpf der Schiffe ist eisverstärkt (Eisklasse PC5). Am Heck befindet sich auf der Steuerbordseite ein Freifallrettungsboot.

## Schiffe
| ACV 36           | ACV 36    | ACV 36      | ACV 36                                            | ACV 36                     |
| Bauname          | Baunummer | IMO- Nummer | Kiellegung Stapellauf Ablieferung                 | Spätere Namen und Verbleib |
| ---------------- | --------- | ----------- | ------------------------------------------------- | -------------------------- |
| Agnethe Arctica  | B203/1    | 9618161     | 20. Dezember 2013 25. November 2014 17. Juni 2020 | 2020: Nanoq Arctica        |
| Jonathan Arctica | B203/2    | 9618173     | 21. Februar 2014 22. April 2015 26. April 2021    | 2021: Silver Arctic        |